# Коцюбинська Михайлина Хомівна
Михайли́на Хомі́вна Коцюби́нська (18 грудня 1931, Вінниця, Українська РСР, СРСР — 7 січня 2011, Київ, Україна) — українська літературознавиця, перекладачка, активна учасниця руху шістдесятників. Лавреатка багатьох престижних українських премій: Премія імені Олеся Білецького (1993), Премія імені Василя Стуса (1994), Премія фундації Антоновичів (1996), Всеукраїнська літературна премія імені Михайла Коцюбинського (1998), Премія імені Олени Теліги (2001), Національна премія України імені Тараса Шевченка (2009), Премія імені Пантелеймона Куліша (2015, посмертно). Кавалер Ордена княгині Ольги ІІІ ступеня (2006). Заслужена діячка науки і техніки України (грудень 2001). Племінниця класика української літератури Михайла Коцюбинського (дочка його молодшого брата Хоми).

## Життєпис
Походила зі шляхетського роду Коцюбинських. Народилась у Вінниці, де її батько створював і керував музеєм письменника Михайла Коцюбинського. Мати — Катерина Бедризова, кримська вірменка за походженням, познайомилася з Хомою в Києві, у дитячому будинку, де обидва були педагогами. 1929 року Бедризову-Коцюбинську звинуватили в українському націоналізмі, й лише вірменське походження врятувало її від включення до кримінальної справи на членів так званої Спілки визволення України.
1935 року родина переїхала до Чернігова, де батько створив і керував музеєм Михайла Коцюбинського, 1941 року була евакуйована до Уфи.
Закінчила філологічний факультет Київського університету імені Тараса Шевченка (1949–1954) за фахом «українська мова і література», там же — аспірантуру. Кандидатка філологічних наук (1958). Під керівництвом акад. О. Білецького захистила кандидатську дисертацію «Поетика Шевченка і український романтизм».
З листопада 1957  до 1968 року — молодша наукова працівниця, старша наукова працівниця відділу теорії літератури і шевченкознавства Інституту літератури ім. Т. Шевченка АН УРСР. Досліджувала мову художніх творів, поетику Т. Шевченка, художню індивідуальність М. Коцюбинського, специфіку образного мислення і його еволюцію в українській літературі. На її книгу «Література як мистецтво слова» (1965) відгукнувся Василь Стус:
|  | Майстерність аналізу конкретних творів, ясність і логічна стрункість концепції Михайлини Коцюбинської, вміння побачити крізь призму структури твору, творчості, літератури, вільне оперування критичною літературою, здатність доносити красу художнього слова — все це ставить монографію у ряд далеко не пересічних праць українського літературознавства. |

### Учасниця руху шістдесятників
Михайлина Коцюбинська була також активною учасницею руху шістдесятників — нон-конформістської групи української інтелігенції, яка в несиловий спосіб чинила опір радянській окупації. Учасниця протесту після перегляду фільму Сергія Параджанова «Тіні забутих предків» у кінотеатрі «Україна» проти арештів 1965 року української інтелігенції. Влада помстилася:
- 1966 року виключена з лав КПРС;
- переведена в інший відділ Інституту літератури;
- монографія про Т. Шевченка не включена до плану видань;
- заборона публікуватися у радянській пресі;
- 1968 року звільнена з Інституту як така, що не пройшла конкурс;
- майже рік шукала роботу з огляду на негласну заборону на її працевлаштування.

Михайлина Коцюбинська згадувала, як 1966 року на Комісії старих більшовиків Київського обкому КПУ її виключали з партії:
|  | …Один з присутніх запитав: „Про що Ви думатимете завтра, кладучи на стіл партквиток?“ На це я, не довго думаючи, відповіла: „Знаєте, коли я вступала до партії ще дуже молодою і зеленою, то вірила в ідеали. Та якщо доводиться вибирати між ідеалами і партквитком, то я лишаю ідеали собі, а вам віддам партквиток...“ В усій тій історії з виключенням мене з партії, а згодом з інституту з усіма наступними поневіряннями я схильна вбачати моральний іспит, якийсь екзистенційний тест, запропонований мені долею (до речі, далеко не найскладніший), витримавши який, я тим самим утвердилася як людина на землі. |

1972 — регулярні допити в КДБ УРСР, зокрема, у справі Василя Стуса, якому на суді, між іншим, дала високу характеристику. Надіслала лист-протест очільнику КПУ В. Щербицькому, де вимагала звільнити з-під арешту Надію Світличну. Буденними були обшуки, вилучення авторських статей, допити. Не підписала спільний лист-каяття із Зиновією Франко, сфабрикований органами КДБ, який мав дискредитувати рух шістдесятників. Пережила шантаж радянської влади відносно удочереної Тетяни, яку погрожували забрати з родини.
1977 — нова серія допитів у кримінальних справах Миколи Матусевича, Мирослава Мариновича, Василя Стуса.
1989 — перебудовча Спілка письменників України обрала її своїм членом.

### Стосунки з письменником Борисом Антоненком-Давидовичем
1983 року органи КГБ СРСР активно втручалися в особисте життя Коцюбинської. Найбрутальніша деталь — фактична заборона на одруження із літнім класиком Борисом Антоненком-Давидовичем. Вона доглядала овдовілого письменника, який запропонував їй узяти шлюб і перебратися до нього. Але влада під різними приводами відмовляла в реєстрації шлюбу, а зрештою визнала його божевільним і віддала під опіку родичці. Увесь цей час Коцюбинській присилали поштою брудні пасквілі, її «проробляли» на зборах трудового колективу, але колектив мовчки співчував їй.

### Середовище
Своїми духовними наставниками вважала перекладача Григорія Кочура та письменника генерації Розстріляного відродження Бориса Антоненка-Давидовича. Винятковий уплив справили на неї Євген Сверстюк, Іван Світличний, Юрій Бадзьо та інші шістдесятники, об'єднані в Клубі творчої молоді. Дружила з Аллою Горською, Оленою Апанович, Ліною Костенко, Зіновією Геник-Березовською з Праги.

## Період незалежної України
З 1992 — старша наукова працівниця відділу рукописних фондів та текстології Інституту літератури ім. Т. Шевченка НАН України. Була головою редакційної колегії академічного зібрання творів В. Стуса у 6-ти томах (1994—1997). В останні роки працювала упорядницею і коментаторкою над зібранням творів В. Чорновола у 10 томах (видається з 2002 року).
Авторка статей, есеїв, спогадів, критично-мемуарних розвідок про В. Стуса, І. Світличного, З. Ґеник-Березовську, П. Тичину, Є. Сверстюка, Н. Суровцеву, Б. Антоненка-Давидовича. Володіючи особливою інтуїцією, відчула всезростаючий інтерес до художньої документалістики як до самостійного мистецького явища і всебічно проаналізувала цей специфічний вид словесної творчості. Ретельно вивчала спогади, щоденники, епістолярії письменників. Опублікувала листи В. Стуса, Олександра Олеся, Олега Ольжича, В. Стефаника, В. Вовк. Брала активну участь у громадському житті.
2008 року стала почесною докторкою НаУКМА.

Могила Михайлини Коцюбинської на Байковому кладовищі

Померла в Києві 7 січня 2011 року від ускладнень після грипу. Громадянська панахида, яку вів академік Микола Жулинський, відбулась 11 січня в київському Будинку вчителя. Також виступали Богдан Горинь та Костянтин Сігов. Відспівана владикою Євстратієм у Володимирському соборі УПЦ (КП). Похована на Байковому кладовищі (ділянка № 33),.

## Сучасники про Михайлину Коцюбинську
Елеонора Соловей:
|  | Вона до кінця зберегла неушкодженим сам дух шістдесятництва: віру в неминуче оновлення як культури, так і суспільства, у відновлення справедливості, правди. Здобута незалежність України була для неї, як і для найближчих її сподвижників, винагородою за всі поневіряння та утиски. А все, що далі відбувалося з молодою державою, — то були направду події особистого її життя, тож саме так і сприймалися, і переживалися. |

Мирослав Маринович:
|  | А ще ота особлива її риса, про яку вона сама згадала, виступаючи 2004 року перед випускниками Українського католицького університету: «Внутрішня свобода допомагає виробити прямоходіння і прямостояння...». Вона стояла так рівно і впевнено, що на неї багатьом легко було спертися, до неї прихилитися. |

## Почесні звання та нагороди
- Лавреатка Премії імені Олеся Білецького (1993)
- Премія імені Василя Стуса (1994)
- Премія фундації Антоновичів (1996)
- Всеукраїнська літературна премія імені Михайла Коцюбинського (1998)
- Премія імені Олени Теліги (2001)
- Заслужена діячка науки і техніки України (грудень 2001)
- Чернігівська обласна премія ім. Михайла Коцюбинського (2003)
- Орден княгині Ольги ІІІ ступеня (2006).
- Почесна докторка Національного університету «Києво-Могилянська академія» (2008)
- Національна премія України імені Тараса Шевченка (2009)
- Премія імені Пантелеймона Куліша (2015, посмертно)

## Вшанування пам'яті
22 вересня 2011 року в Чернігові на честь Михайлини Коцюбинської було відкрито меморіальну дошку. Її встановлено на фасаді школи № 17 (колишня залізнична школа № 41), яку в 1949 році із золотою медаллю закінчила Коцюбинська. З цієї нагоди у навчальному закладі відбулася урочиста лінійка, у якій взяли участь Чернігівський міський голова Олександр Соколов, директор Літературно-меморіальному музеї-заповіднику М. Коцюбинського — Ігор Коцюбинський, представники Інституту літератури НАН України, які працювали з Михайлиною Коцюбинською, представники чернігівської інтелігенції.
У 2017 році Міжнародною літературно-мистецькою академією України посмертно відзначена медаллю «Івана Мазепи».

### Книжки
- Аналіз літературного твору. — К.: Рад. школа, 1959. — 166 с. (співавторка).
- Образне слово в літературному творі: Питання теорії художніх тропів. — К.: Вид-во АН УРСР, 1959. — 188 с.
- Література як мистецтво слова [Архівовано 20 вересня 2021 у Wayback Machine.] — К.: Наук. думка, 1965. — 323 с.
- Етюди про поетику Шевченка: Літературно-критичний нарис. — К.: Рад. письменник, 1990. — 272 с.
- З любов'ю і болем. Спогади про поета // У кн: Павло Тичина. Панахидні співи. З юнацького зошита. Вибране. — К., 2000. — С 3-17.
- «Зафіксоване і нетлінне»: Роздуми про епістолярну творчість. — К.: Дух і літера, 2001. — 300 с.
  - Листи і люди. Роздуми про епістолярну творчість [Архівовано 20 вересня 2021 у Wayback Machine.] — К.: Дух і літера, 2009. — 584 с.
- Моральний імператив і виклики часу. Промова на випускних урочистостях в Українському Католицькому Університеті [Архівовано 11 січня 2011 у Wayback Machine.]. Львів: Вид-во УКУ, 2004. — 32 с. Передрук у газеті «День».
- Вітер з України і наші екзистенційні зусилля.- К.: Києво-Могилянська академія, 2005. — 70 с.
- Мої обрії: В 2 т. — К.: Дух і літера, 2004.
- Книга споминів.  — Х.: Акта, 2014. — 286 с. [Архівовано 12 січня 2019 у Wayback Machine.]
- Історія, оркестрована на людські голоси. — К.: Києво-Могилянська академія, 2008. — 70 с.

### Статті
- «Неначе цвяшок в серце вбитий…» (Варіантність як основоположна риса поезії Шевченка) // Сучасність. — 1994. — № 7-8. — С. 196—200.
- Василь Стус у своїх листах (Листи В. Стуса до В. Дідківського) // Вітчизна. — 1995. — № 7-8. — С. 103—113.
- Стусове «самособоюнаповнення» (Із роздумів над поезією і листами В.Стуса) // Сучасність. — 1995. — № 6. — С. 137—145.
- Зіна Геник-Березовська — знайома і незнана // Сучасність. — 1995. — № 7-8. — С. 165—175
- Василь Стус у контексті сьогоднішньої культурної ситуації // Слово і час. — 1998. — № 6. — С. 17-28.
- Етюд на тему листів Катерини Білокур // Дивослово. — 2001. — № 3. — С. 14-17.
- Ще одне епістолярне відлуння недавнього минулого (Листи В. Чорновола до А.-Г. Горбач) // Сучасність. — 2002. — № 6. — С. 113—122.
- Голос доби: за «Листами до Михайла Коцюбинського» // Українська мова та література. — 2004. — № 6. — С. 1-16
- Надія з родини Світличних // Українки в історії / За ред. В. К. Борисенко. — К.: Либідь, 2004. — С. 276—278.
- Література факту: між «великою» і «малою» зонами // Березіль. — 2006. — № 9. — С. 157—173
- Людина серед людей: Роман Корогодський у колі друзів і однодумців // Кур'єр Кривбасу. — 2008. — № 1/2. — С. 207—217
- Світло Світличних: Іван і Надія // Світличний І. О. Світлична Н. О. З живучого племені Дон Кіхотів / Упоряд. Коцюбинська Н., Неживий О..— К.: Грамота, 2008,— с. 5—44 ISBN 978-966-349-128-8
- Шевченкові листи // Слово і час. — 2008. — № 7. — С. 15-22.
- Тихий стоїцизм Григорія Кочура // Слово і час. — 2009. — № 6. — С. 68-75
- Іван [про І.Світличного] // Дивослово. — 2009. — № 10. — С. 34-39.
- «Людина в радянському футлярі», або «Биття і буття на літературнім вулкані» // День. — 2010. — 19-20 листоп. — С. 10.

### Інтерв'ю
- Шістдесятники. Пройдене перед прийдешнім (Михайло Коцюбинський, Павло Тичина, Василь Стус, Борис Антоненко-Давидович у житті Михайлини Коцюбинської) [Архівовано 24 квітня 2012 у Wayback Machine.] // День. — 2005. — 18 лютого.
- У моєму житті було так багато добра // Українська мова та література. — 2006. — № 14/15 (квітень). — С. 14-17.
- «Попри все я вдячна долі!» // Дзюба Т. А. Талант як міра ваги. — Ніжин: Аспект-Поліграф, 2008. — С. 31-39.